# The Thing
The Thing är en amerikansk science fiction/skräckfilm från 1982, regisserad av John Carpenter.

## Handling
En grupp amerikanska forskare i Antarktis undersöker förödelsen efter att den norska bas som de var grannar med blivit förstörd och de till synes galna norrmännen tagit sitt eget liv. De finner en övergiven slädhund och tar hand om den. Det visar sig snart att de norska forskarna blivit attackerade av en "Sak", en varelse som likt ett virus tar över allt den kommer i kontakt med och förvandlar det till del av sig självt. "Saken" kan även kopiera röster, minnen och utseende.
En klaustrofobisk och paranoid mardröm börjar då ingen av forskarna kan lita på varandra och ingen vet vem eller vilka "Saken" tagit över. Dessutom måste de hindra att "Saken" lämnar polarstationen då den troligen kommer att ta över allt liv på planeten.

## Om filmen
Filmen är en nyinspelning av Christian Nybys och Howard Hawks science fiction-/skräckfilm Fantomen från Mars från 1951.
Båda filmerna bygger på kortromanen Who Goes There? från 1938, skriven av John W. Campbell.
Filmen hade premiär den 29 oktober 1982 på biograferna Fanfaren och Look i Stockholm.
Filmen anses av många vara Carpenters bästa film och en av de otäckaste filmerna genom tiderna. Filmen ingår i den serie mörka filmer där Carpenter låter sina hjältar möta näst intill oövervinnerlig ondska, och där filmernas öppna slut antyder att världens undergång är nära. De andra filmerna i serien är Alla helgons blodiga natt, Mörkrets furste och I Skräckens Skugga.

## Rollista (urval)
- Kurt Russell – R.J. MacReady
- Wilford Brimley – Dr. Blair
- T.K. Carter – Nauls
- David Clennon – Palmer
- Keith David – Childs